# 提堅鎮區
提堅鎮區，是缅甸實皆省的一个镇区。提堅为该镇区的治所。